# 近距離暗視装置 JGVS-V7
近距離暗視装置 JGVS-V7（きんきょりあんしそうち ジェイジーブイエスブイセブン）は、陸上自衛隊が装備する暗視装置の一種。個人が携帯する装備であるが、三脚を立てて使用するカメラ形状のものであり顔面に装着するタイプではない。

## 構成
- 暗視装置本体
- モニター部
- 三脚
- 電源部

## 特徴
戦場において偵察などに使用される。霧、煙などの悪条件下でも目標物を視認することが可能。